# 四川盆地
四川盆地（しせんぼんち、簡体字中国語: 四川盆地、拼音: Sìchuān Péndì）は、中華人民共和国の西南部にある盆地。長江の上流域にあり、四方を高い山脈や高原に囲まれた大きな盆地で、面積はおよそ16万平方km、タリム盆地・ジュンガル盆地・ツァイダム盆地と並ぶ中国4大盆地の一つ。四川省の東部と中部、および重慶市の市域に当たる。
四川の名の由来には諸説ある。盆地内を流れる長江の四つの支流（岷江、沱江、嘉陵江、烏江。烏江の代わりに長江を入れるものや大渡河を入れるものなどもある）に由来するという説、また宋代にこの地方に置かれた行政区画・川峡路が後に益州路・利州路・梓州路・夔州路の四つに分割され、川峡四路と総称されたことが四川の名の始まりという説もある。その他、赤色・赤紫色の土壌から、「紅色盆地」・「赤色盆地」とも呼ばれる。

## 地形

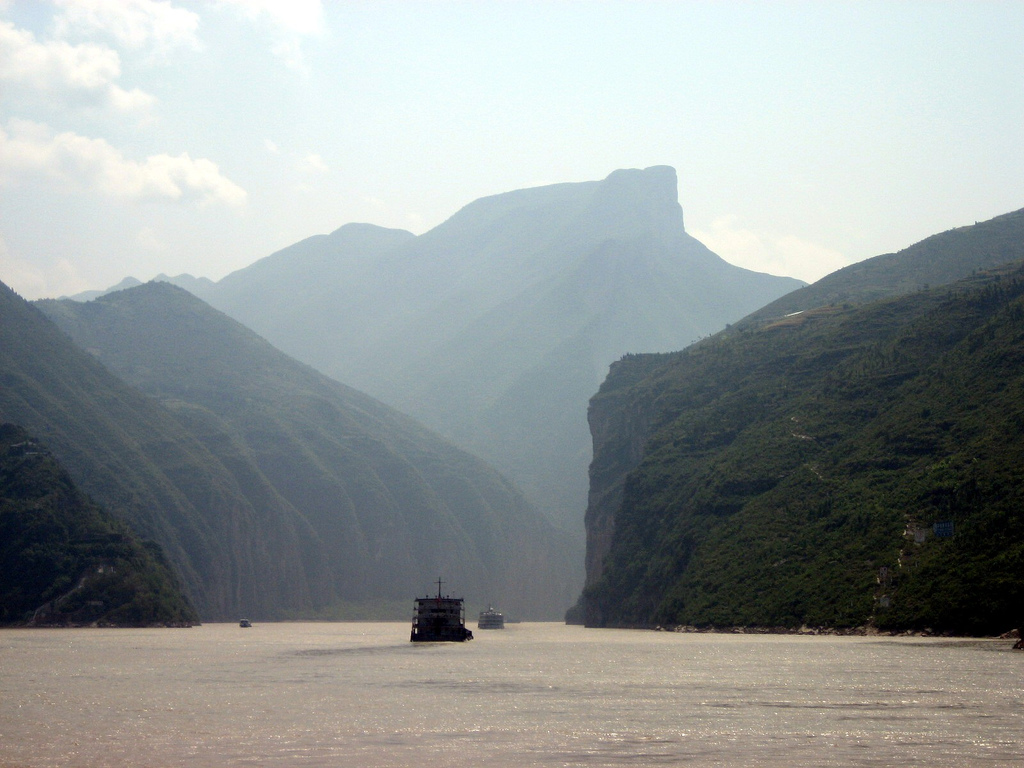
四川盆地の水の出口。瞿塘峡の夔門（きもん）

四川盆地はチベット高原の東に位置するおおよそ長方形の平野で北東から南西方向に伸び、褶曲作用でできた高い山脈が連続して周りを囲む。東から北にかけては険しい褶曲山脈の巫山山脈、大巴山脈、米倉山脈（標高は最高で2,600 m）などが続く。南は大婁山、大涼山や雲貴高原がある（標高は最高で2,000 m）。西には龍門山脈が北東から南西に向け盆地の縁を走り、その西には岷山山脈、横断山脈（邛崍山脈、大雪山脈など）と5,000 mを超え最高で7,590 mに達する高山がチベット高原方面まで続く（岷山山脈以西の山岳地帯はすでに広義のチベットの一部である。カムとアムドを参照）。これらの山脈により四川盆地は完全に閉ざされている。
北西の山岳地帯に発し盆地を北から南へ流れる岷江、沱江、涪江、嘉陵江などの河川は、盆地の南を流れる長江に合流し、巫山などの褶曲山脈を貫く巫峡（瞿塘峡、西陵峡とともに三峡を構成する）を抜けて東へ流れる。盆地の水系の出口は、この巫峡しかない。
盆地内は平野と低い丘陵からなり、標高はおよそ400 mから800 m。特に丘陵のうちいくつかは平野の中に細長く連続的に伸びている。盆地東側の重慶北部付近では丘陵の列が何本も東西に伸び、盆地中央西寄りの成都の南には北東から南西に向かって龍泉山脈が走り、四川盆地を東西に区切っている。

### 盆地内の区分

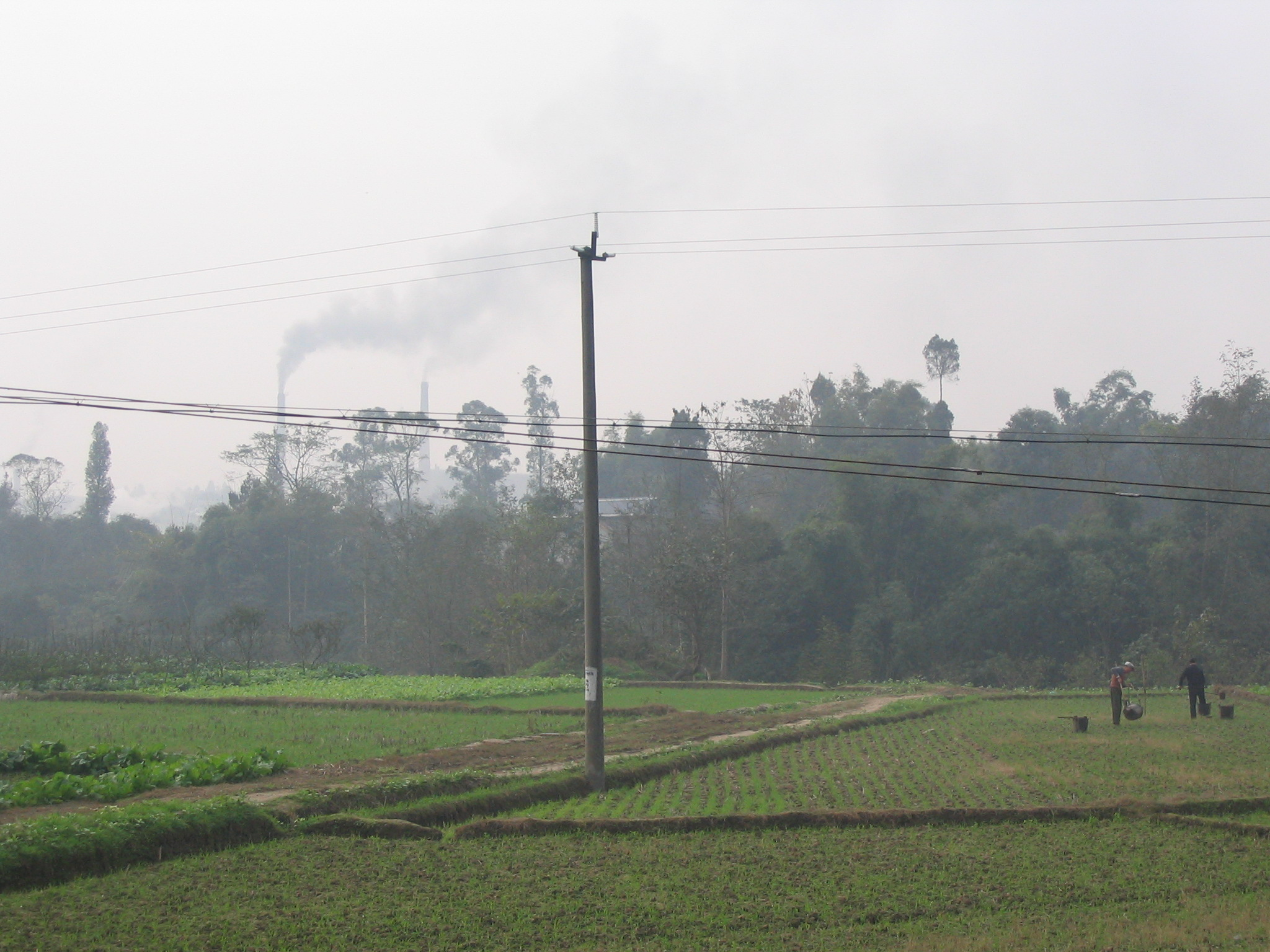
成都周辺の農村。背後では工場が煙を吐く。近年は工場の活動にともなう公害も広がっている

四川盆地は西の「盆西平原」（川西平原）、中部の「盆中丘陵」（川中丘陵）、東部の「川東平行嶺谷」の三つに分かれる。
龍門山脈山麓の盆地西縁から盆地中央西寄りの龍泉山脈までは盆西平原であり、中心都市の成都市の名をとり成都平原と呼ばれる。岷江や沱江など北西の山脈群からの河川が扇状地や沖積平野を形成しており、高低差は50 mを超えず平坦で、土壌は肥沃である。
盆地西部を縦断する龍泉山脈から盆地東部を縦断する華鎣（かえい）山脈までの幅広い範囲は盆中丘陵であり、北から南にかけて低くなる地形の中に50mから150mの高低差の丘陵や台地が広がる。沱江や涪江などはこの丘陵地帯を貫いて流れ、長年の水による浸食で細かい谷が無数にできている。この周辺も土壌は豊かで丘の斜面にまで農地が広がる。
華鎣山脈より盆地の東南端までは川東平行嶺谷であり、重慶市の北に、北東方向から南西方向へ数十本の褶曲山脈が並行して走り、その谷間には平地が並行して走るためこう呼ばれる。山脈はそれぞれ幅が狭く石灰岩の山頂が削られ大きな窪地を形成しており、標高は700 mから1,000 mの間で、盆地内で最も高い華鎣山で1,704 mに達する。それぞれの山脈の間の谷は標高300 mから500 mで渠江など嘉陵江水系の川が南西に走り、農地が広がるほか水力発電や付近に埋蔵される天然ガスや鉱物などの資源をもとにした鉱工業が盛んである。
四川盆地は米などの穀物が栽培される大穀倉地帯であり、特に盆地の西部にあたる成都平原は土壌が肥沃で水量も豊かと米作りに適している。蜀相諸葛亮は「沃野千里、天府之土」と評した。現在も四川は「天府之国」と称賛される。農業のほか、地下資源が豊富なことから鉱工業も盛んで、特に天然ガスの中国における主要生産地になっている。

## 盆地の形成

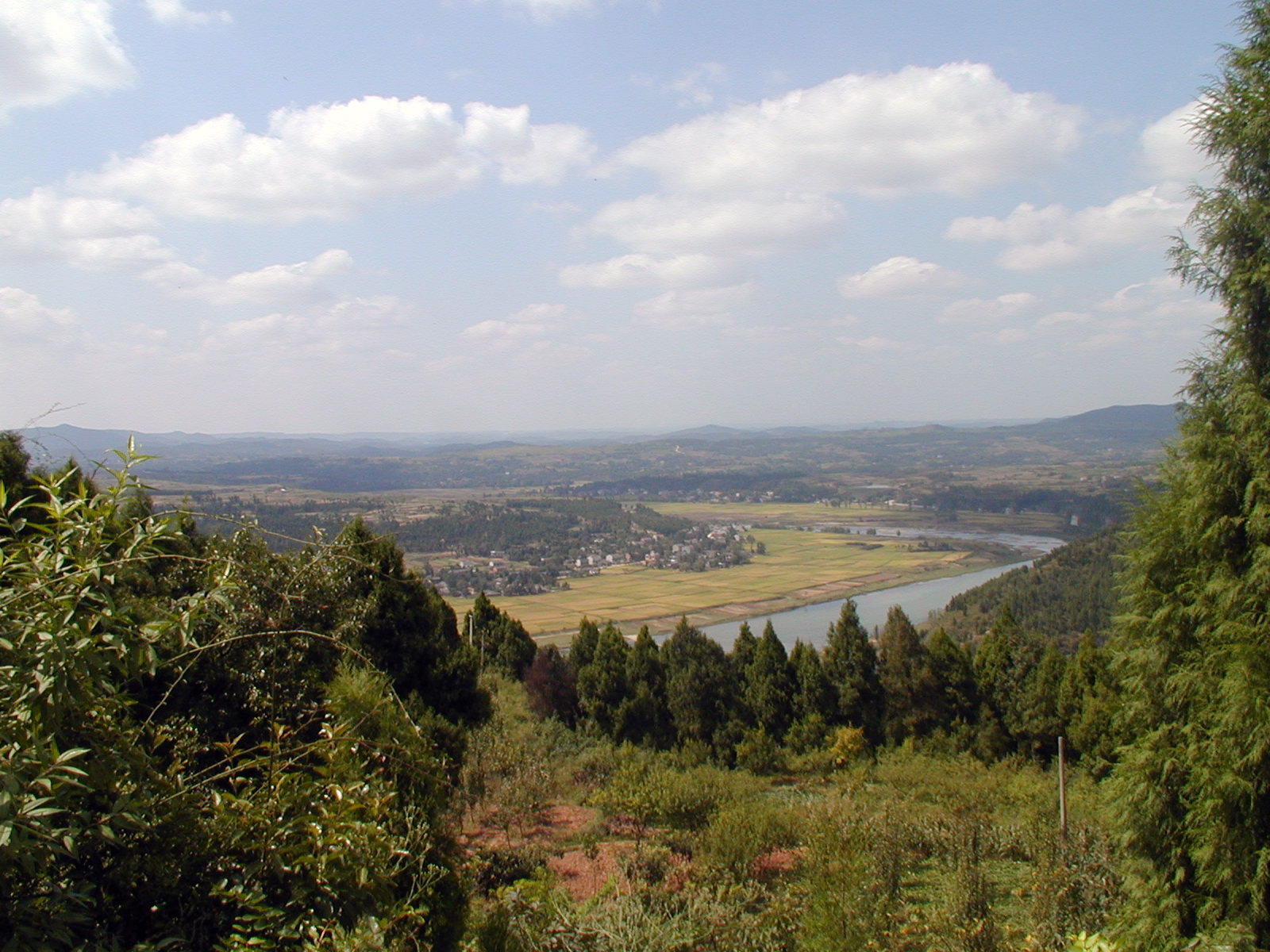
盆地北西部の梓潼県の風景

四川盆地は、8億5000万年前から7億年前の原生代後期に形成された揚子江プレート（ユーラシアプレートの中の小規模なプレート）の上にある。三畳紀中期までは揚子江プレートは浅い海であり、海底の堆積物から堆積岩が形成された。中生代の前期（三畳紀後期）、インドシナ造山活動と四川盆地の形成が始まる。北西側で松潘（ソンパン）・甘孜（カンゼ）ブロック（Songpan-Ganzi block）が衝突し、さらに北で北中国ブロックが、西でチベットブロックが衝突し、揚子ブロックはユーラシアプレートの一部となった。中生代のジュラ紀から白亜紀にかけては大きな内陸湖であり北西の山脈から運ばれた土砂が堆積し、厚さ3000 mから4000 mの赤紫色の砂岩および頁岩が形成された。これが地面に露出しているため、今日の赤色盆地の異名がある。この岩石が風化してできた紫色の土壌にはリン、カリウム、カルシウムなどが豊富に含まれているため、中国でも有数の肥沃な土壌となっている。
新生代、四川盆地の南西ではユーラシアプレートとインドプレートが衝突しており、そのためにかつて盆地の一部だった西部が急峻な山脈となり四川盆地を取り囲む高い山脈が形成された。四川盆地とその北の山地には多くの断層帯があり、有史以来でも何度も大地震が起こっている。

## 気候
気候は四季がはっきりとしている。夏は高温・高湿で、冬は穏やかで湿潤。年間を通して降水があり、年平均降水量は1,000 mm以上。そのうち4分の3は5月から9月の夏季に降る。北と東に立ちはだかる山脈がユーラシア大陸北部の寒気を遮る一方、南の比較的低い山地は南方の暖気団の影響を妨げない。このため、1月の平均気温は5度から11度と比較的暖かく、7月の平均気温は30度近くに達する。こうした気候は年間を通しての農耕を可能とし、米の二期作や三期作が行われるなど四川盆地を穀倉地帯たらしめてきた。

## 文化・歴史

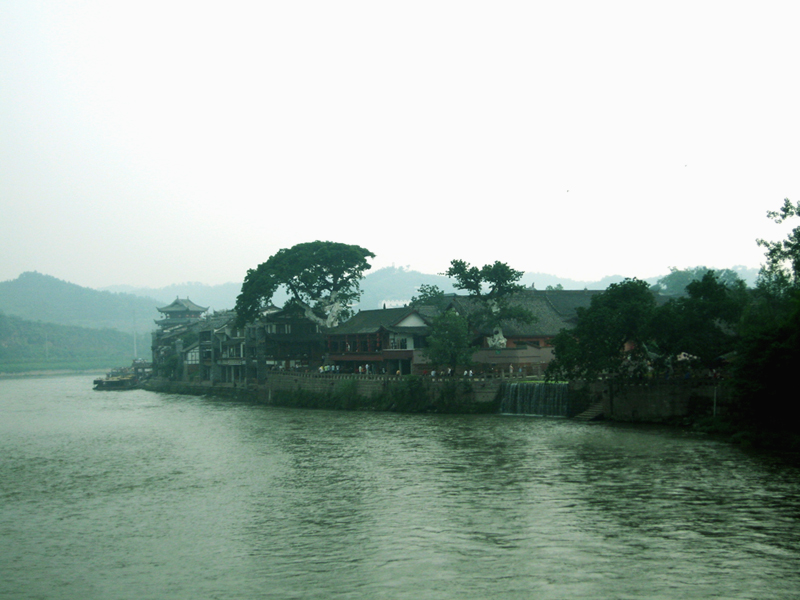
成都周辺の黄龍渓古鎮

盆地内には重慶や成都などのような大都市が多く、中国でも人口の稠密な地域である。また四川盆地は、黄河流域や長江下流との関わりを持ちつつ、地理的に隔絶された中で独特の文化圏を構成してきた。古代には長江文明や巴蜀文化などが繁栄し、秦に滅ぼされるまで東部の重慶付近に巴国が、西部の成都付近に蜀国が成立した。また現在に至るまで独自の生活習慣や食文化（四川料理）などを育んでいる。盆地の西部にある山岳地帯では漢民族が支配する前から先住民族が茶を栽培しており、世界の茶文化の発祥の地である。
一方、要害の地であることから独自の政権が盆地内に成立することも度々であった。三国時代、四川盆地を拠点に蜀漢が成立し、長江下流の呉や黄河沿いの魏と対峙した。五胡十六国時代には成漢・後蜀が晋の支配を、五代十国時代には前蜀・後蜀が中原支配を脱し、四川盆地を中心に独自の政権を樹立している。1001年（咸平4年）、北宋は成都府路・梓州路・夔州路・利州路（かつての漢中、現在は陝西省）の4地方を統合して四川路を設置、これより現在までこの地を四川と称する。四川省は明末清初の農民反乱軍の首領・張献忠によりその拠点となったが、戦乱により明後期に300万を超えた人口が清初期にはわずか数万にまで激減したとされる。人口を再び回復させるため、清前半には600万人以上が湖北・湖南・広東省から移民させられた（湖広填四川）。
周囲を山に隔たれた盆地の中は物産が豊富で、独立した経済圏と文化圏を形成しているため、盆地の中で自己完結し盆地の外を過小評価する自足・自満・自大などの意識が形成されたとされる。またアイデンティティや自我意識が他地域よりも強く「川人治川」（四川は四川人が治める）という志向や独立志向が強いともされる。近代の四川では粤漢鉄道・川漢鉄道をめぐる保路運動や自治運動など中国を揺り動かす政治運動が数多く起こった。日中戦争などの国難に当たっては愛国意識を爆発させる一方、普段は反中央の独立心が強い。